# Ermolao Barbaro (politico)

Stemma della famiglia Barbaro

Ermolao Barbaro (Venezia, 1493 – Venezia, 1556) è stato un politico italiano della Repubblica di Venezia.

## Biografia
Figlio di Alvise Barbaro e nipote di Ermolao Barbaro, fu uno dei giovani patrizi veneziani che insieme a Giambattista Egnazio dette il benvenuto a Venezia a Ulrich von Hutten nel 1517. A parte questo episodio tuttavia, a differenza dei suoi omonimi prozii, non si interessò di letteratura e si dedicò piuttosto alla carriera politica senza raggiungere però posti di rilievo all'interno delle istituzioni della Repubblica di Venezia.
Nel 1528, come ogni rampollo del patriziato veneziano, cominciò come savio degli ordini  ma non riuscì ad elevarsi e per la gran parte dei suoi anni a servizio di Venezia ricoprì incarichi navali e diplomatici minori, a parte la nomina a governatore di Verona nel 1544-1545 e di Padova nel 1548-1550.